# Ailelo
Ailelo ist ein osttimoresischer Suco im  Verwaltungsamt Hatulia (Gemeinde Ermera).

## Geographie
Vor der Gebietsreform 2015 hatte Ailelo eine Fläche von 26,38 km². Nun sind es 25,52 km². Der Suco liegt im Westen des Verwaltungsamts Hatulia. Nördlich liegen die Sucos Aculau und Fatubessi, östlich die Sucos Manusae und Hatolia Vila und südlich der Suco Samara. Im Westen grenzt Ailelo an das zur Gemeinde Bobonaro gehörende Verwaltungsamt Cailaco mit dem Suco Purugua. Die Grenze zu Bobonaro bildet der Marobo, in den auch der nördliche Grenzfluss, der Eahora mündet. Gleiches gilt für die in Ailelo entspringenden Flüsse Hatobwi und Fohola und dem Fluss Celere, der einem Teil der Grenze zu Hatolia Vila bildet. Alle Flüsse gehören zum System des Lóis.
Von Hatolia Vila kommend führt eine Überlandstraße quer durch Ailelo nach Maliana im Südwesten. An ihr liegen die Orte Foetete, Foelemea (Foclemea), Tata und Betopu (Betupu). Nördlich des Ortes Hatolia Vila führt die Überlandstraße weiter nach Ermera. An ihr liegt in einem Ausläufer von Ailelo das Dorf Poerema. Im Nordosten befindet sich das Dorf Leirema, im Südosten das Dorf Lukulaulau. Grundschulen gibt es in Betopu und Leirema.
Im Suco befinden sich die vier Aldeias Betopu, Leirema, Santa Cruz und Tata.

## Einwohner
Im Suco leben 3.162 Einwohner (2022), davon sind 1.575 Männer und 1.587 Frauen. Im Suco gibt es 540 Haushalte. Über 81 % der Einwohner geben Tetum Prasa als ihre Muttersprache an. Fast 17 % sprechen Mambai und eine Minderheit Kemak.

## Geschichte
Ende 1979 gab es in Betupu ein Transit Camp, in dem die indonesische Besatzungsmacht osttimoresische Zivilisten internierte.

## Politik
Bei den Wahlen von 2004/2005 wurde Marcelino da Silva zum Chefe de Suco gewählt. Bei den Wahlen 2009 gewann Teofilo Martins de Aráujo und 2016 Geraldo Martins.